# Герб Санту-Тірсу
Ге́рб Са́нту-Ті́рсу — офіційний символ міста Санту-Тірсу, Португалія. Використовується як територіальний герб. У синьому щиті золотий лев, що стоїть на задніх лапах і тримає передніми золоту патерицю. Підніжжя перетяте срібною хвилястою смугою з синіми хвилями. Щит увінчує срібна мурована міська корона з п'ятьма вежами.  Під щитом біла стрічка, на якій великими літерами напис португальською: «Santo Tirso» (Санту-Тірсу).  Офіційно затверджений 14 серпня 1984 року. Створений на основі попереднього містечкового герба, ухваленого 22 січня 1951 року. 

## Галерея

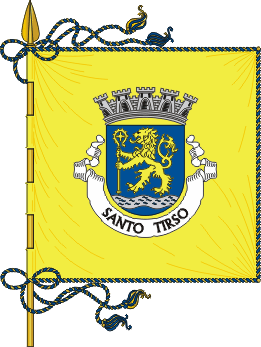
Прапор
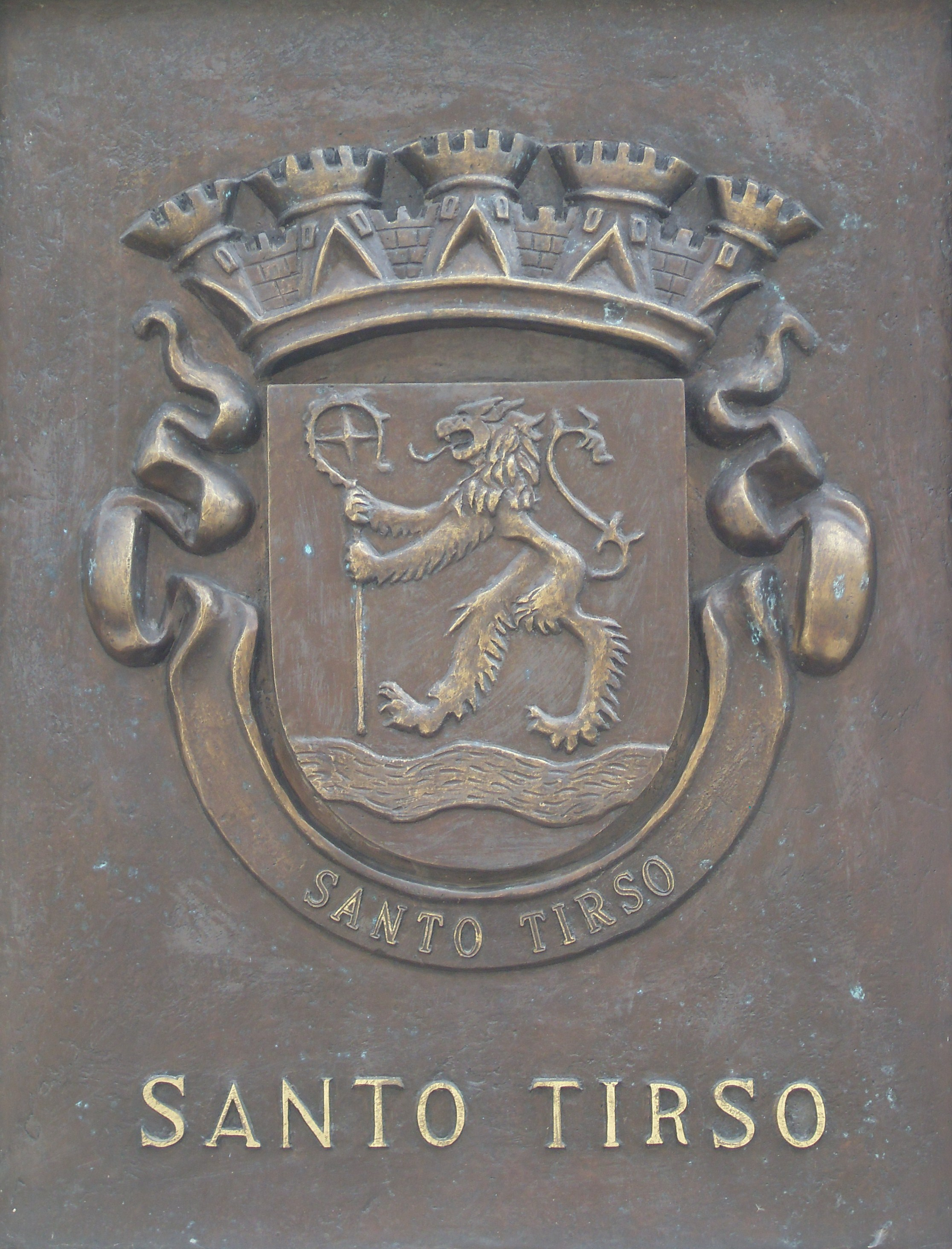
Герб (2001)